# Tauberscheckenbach

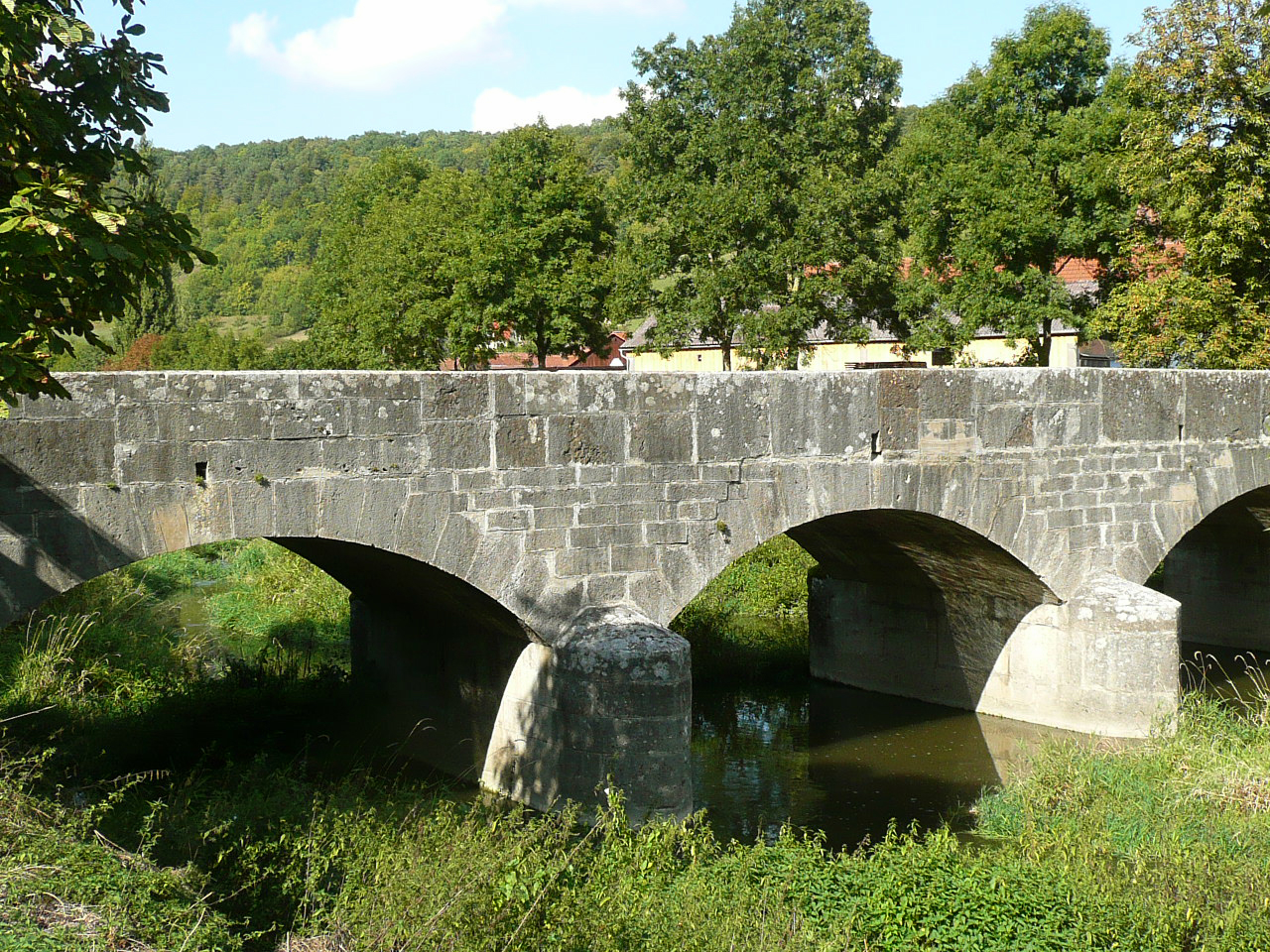
Die Brücke über die Tauber

Tauberscheckenbach ist ein Gemeindeteil der Gemeinde Adelshofen im Landkreis Ansbach (Mittelfranken, Bayern). Zum Gemeindeteil gehören die Karren- und Salznersmühle. Die Gemarkung Tauberscheckenbach hat eine Fläche von 3,203 km². Sie ist in 588 Flurstücke aufgeteilt, die eine durchschnittliche Fläche von 5448,09 m² haben.

## Geografie
Das Kirchdorf liegt an der Tauber und an dem Gickelhäuser Bach, der hier als rechter Zufluss der Tauber mündet. Im Norden erhebt sich der Neustetter Berg, im Südosten der Kreuzberg und im Westen der Hezelbug. Die Staatsstraße 2268 führt nach Tauberzell (1,8 km nordwestlich) bzw. an der Possenmühle vorbei nach Bettwar (2,5 km südlich), die Staatsstraße St 2416 führt nach Adelshofen (2,6 km östlich). Eine Gemeindeverbindungsstraße führt nach Burgstall (1 km westlich). Durch den Ort verläuft der Fränkische Marienweg.

## Geschichte
Ursprünglich hieß der Ort „Scheckenbach“. Um eine Verwechslung mit „Scheckenbach auf der Ebene“ (=Oberscheckenbach) zu vermeiden, wurde der Ort späterhin auch als „Scheckenbach an der Tauber“ und als „Unterscheckenbach“ bezeichnet.
1802 gab es 28 Haushalte, die alle der Reichsstadt Rothenburg untertan waren.
Mit dem Gemeindeedikt (frühes 19. Jahrhundert) wurde Tauberscheckenbach dem Steuerdistrikt Bettwar zugewiesen. Wenig später entstand die Ruralgemeinde Tauberscheckenbach, zu der die Karrenmühle gehörte. Sie war in Verwaltung und Gerichtsbarkeit dem Landgericht Rothenburg zugeordnet und in der Finanzverwaltung dem Rentamt Rothenburg ob der Tauber (1919 in Finanzamt Rothenburg ob der Tauber umbenannt). Ab 1862 übernahm das Bezirksamt Rothenburg ob der Tauber die Verwaltung (1939 in Landkreis Rothenburg ob der Tauber umbenannt) und das Stadt- und Landgericht Rothenburg ob der Tauber die Gerichtsbarkeit (1879 in Amtsgericht Rothenburg ob der Tauber umbenannt). Die Gemeinde hatte 1964 eine Gebietsfläche von 3,115 km². Im Zuge der Gebietsreform in Bayern wurde diese am 1. Juli 1972 nach Adelshofen eingemeindet.

### Einwohnerentwicklung
| Jahr      | 1818  | 1840   | 1852   | 1855   | 1861   | 1867   | 1871   | 1875   | 1880   | 1885   | 1890   | 1895   | 1900   | 1905   | 1910   | 1919   | 1925   | 1933   | 1939   | 1946   | 1950   | 1952   | 1961  | 1970   | 1987  |
| Einwohner | 207   | 230    | 209    | 193    | 206    | 213    | 213    | 218    | 216    | 228    | 238    | 233    | 213    | 210    | 209    | 183    | 174    | 168    | 162    | 228    | 245    | 245    | 179   | 161    | 147   |
| Häuser    | 36    | 47     |        |        |        |        | 42     |        |        | 40     | 42     |        | 41     |        |        |        | 42     |        |        |        | 42     |        | 42    |        | 38    |
| Quelle    | [ 7 ] | [ 13 ] | [ 14 ] | [ 14 ] | [ 15 ] | [ 16 ] | [ 17 ] | [ 18 ] | [ 19 ] | [ 20 ] | [ 21 ] | [ 14 ] | [ 22 ] | [ 14 ] | [ 23 ] | [ 14 ] | [ 24 ] | [ 14 ] | [ 14 ] | [ 14 ] | [ 25 ] | [ 14 ] | [ 9 ] | [ 26 ] | [ 2 ] |

## Religion
St. Johannes Baptista war eine Pfarrei, die 1716 144 Mitglieder und 1777 176 Mitglieder hatte. 1971 schloss sich St. Johannes mit St. Nikolaus (Adelshofen) und St. Veit (Tauberzell) zu einer Pfarrei zusammen. In der Kirchengemeinde Tauberscheckenbach gibt es aktuell (Stand ca. 2010) 148 Mitglieder.
Die Einwohner römisch-katholischer Konfession sind nach St. Johannis (Rothenburg ob der Tauber) gepfarrt.

## Kultur und Sehenswürdigkeiten

### Baudenkmäler
In Tauberscheckenbach gibt es vier Baudenkmäler:
- Salznersmühle
- Haus Nr. 6: Pfarrhaus
- Haus Nr. 11: Ehemaliges Wohnstallhaus
- Evangelisch-lutherische Pfarrkirche St. Johannes Baptist

ehemaliges Baudenkmal
- Haus Nr. 32: 18./19. Jahrhundert. Massives Erdgeschoss mit klassizistischer Haustür. Fachwerkobergeschoss.[28]

### Rad- und Wanderwege
Tauberscheckenbach liegt am Taubertalradweg. Der Panoramaweg Taubertal führt ebenfalls durch den Ort.